# Théorème de Pythagore inversé

Visualisation.

Le théorème de Pythagore inversé concerne la hauteur DC d'un triangle ABC rectangle en C. Il spécifie que : 
{\displaystyle {\frac {1}{CD^{2}}}={\frac {1}{AC^{2}}}+{\frac {1}{BC^{2}}}.}
Il ne doit pas être confondu avec la réciproque du théorème de Pythagore, qui dit que pour un triangle ABC, si {\displaystyle AB^{2}=BC^{2}+AC^{2}}, alors ABC est rectangle en C.

## Démonstration
Le théorème se démontre en remarquant d'abord que l'aire S du triangle ABC peut être exprimée de deux façons :
{\displaystyle S={\frac {AB\times CD}{2}}} et {\displaystyle S={\frac {AC\times BC}{2}}}
On a donc : 
{\displaystyle AB\times CD=AC\times BC}
D'où 
{\displaystyle AB^{2}\times CD^{2}=AC^{2}\times BC^{2}}
{\displaystyle CD^{2}={\frac {(AC\times BC)^{2}}{AB^{2}}}}
En utilisant le théorème de Pythagore :
{\displaystyle CD^{2}={\frac {(AC\times BC)^{2}}{AC^{2}+BC^{2}}}}
d'où : 
{\displaystyle {\frac {1}{CD^{2}}}={\frac {AC^{2}+BC^{2}}{(AC\times BC)^{2}}}={\frac {AC^{2}}{(AC\times BC)^{2}}}+{\frac {BC^{2}}{(AC\times BC)^{2}}}={\frac {1}{BC^{2}}}+{\frac {1}{AC^{2}}}}, cqfd.